# 우치고촌 (교토부)
우치고촌(일본어: 有智郷村)은 일본 교토부 쓰즈키군에 설치되었던 촌이다. 현재의 야와타시 남서부에 해당한다.